# Kurtinaitis
Kurtinaitis ist ein litauischer männlicher Familienname, abgeleitet von kurtinys (Auerhuhn).

## Personen
- Dobilas Kurtinaitis (* 1958), Politiker
- Rimas Kurtinaitis (* 1960), Basketballspieler und Sportfunktionär